# Mason Greenwood
Mason Will John Greenwood (n. 1 octombrie 2001, Bradford, Anglia, Regatul Unit) este un fotbalist britanic, care joacă pe post de atacant la Marseille în Ligue 1. Pe plan internațional, are prezențe la națională pentru Anglia U15⁠(d), Anglia U17⁠(d), Anglia U18⁠(d), Anglia U-21⁠(d) și Anglia.
Ajuns prin sistemul de tineret, Greenwood a jucat primul său meci pentru Manchester United într-un meci din UEFA Europa League împotriva echipei Astana în septembrie 2019, în care a marcat devenind cel mai tânăr marcator din istorie al clubului în competiția europeană la vârsta de 17 ani, 353 de zile. Debutul său ca senior la naționala Angliei a venit în septembrie 2020, într-un meci din UEFA Nations League împotriva Islandei.
În ianuarie 2022, a fost arestat pentru suspiciunea de violare și agresiune a iubitei sale, pentru care Manchester United a răspuns suspendându-l "până la o nouă notificare".